# Economische regio Oost-Siberië
De economische regio Oost-Siberië (Russisch: Восточно-Сибирский экономический район; [Vostotsjno-Sibirski ekonomitsjeski rajon]) is een van de twaalf economische regio's van Rusland. Qua oppervlakte is het iets groter dan Europees Rusland. Grote steden in het gebied zijn Krasnojarsk, Irkoetsk, Tsjita, Oelan-Oede, Angarsk en Bratsk.

## Deelgebieden
- Aga-Boerjatië
- Boerjatië
- Chakassië
- oblast Irkoetsk
- kraj Krasnojarsk
- Oest-Orda Boerjatië
- oblast Tsjita
- Toeva

## Economie
De grootste economische centra bevinden zich in het zuiden, langs de Trans-Siberische spoorlijn, die door het gebied loopt. Via een aftakking vanaf Oelan-Oede leidt deze spoorlijn ook naar Mongolië en China. Er wordt veel geïnvesteerd door Chinese zakenlieden in de industrie van de zuidelijke steden.
De economie in het gebied is vooral gericht op de non-ferro metallurgie en heeft de grootste aluminiumfabrieken van Rusland in de steden Bratsk, Krasnojarsk en Sajanogorsk. Ook het gigantische industriegebied Norilsk (nikkel) behoort tot het gebied. Een andere grote industrietak is de bosbouw. Er bevinden zich verschillende cellulose- en papierkombinaten in het gebied, waarvan die bij Bratsk en Oest-Ilimsk de belangrijkste zijn. Lesosibirsk is het belangrijkste houtcentrum.
In het gebied bevinden zich een aantal grote waterkrachtcentrales, waaronder Sajano-Sjoesjenskaja, de grootste van Rusland. Andere grote waterkrachtcentrales liggen bij Bratsk, Krasnojarsk en Irkoetsk, Ook zijn grote olievoorraden aangetroffen in het gebied, waarvan de exploitatie momenteel wordt gepland. Andere delfstoffen die worden gedolven in het gebied zijn grafiet, goud, zink, bauxiet en lood.
In het zuiden wordt veeteelt bedreven.

## Sociaal-economische indicatoren
De dunbevolkte regio kent relatief hoge lonen en er werken veel mensen in de private sector. De productiviteit in het gebied is voor Russische begrippen hoog.
Het gebied heeft een migratieoverschot en een sterfteoverschot. Ook is de levensverwachting er laag (met name rond Norilsk).
Centraal · Centraal-Tsjernozjom · Noord · Noord-Kaukasus · Noordwest · Oeral · Oost-Siberië · Povolzje · Verre Oosten · West-Siberië · Wolga-Vjatka